# Газтек
ПрАТ «Газтек» — приватне акціонерне товариство створене в 2005 році і здійснює керівництво газопостачальними підприємствами України.
ПАТ «Газтек» належить ряду кіпрських фірм — Porala Venchers Limited, Pasler Enterprises Limited, Nesiba Venchers Limited, Krezer Holdings Limited, фактичним власником підприємства є Фірташ Дмитро Васильович. Керівник — Марчук Олександр Миколайович.
ПАТ «Газтек» належить пакети акцій:
- ПАТ «Львівгаз»
- ПАТ «Миколаївгаз»
- ПАТ «Івано-Франківськгаз»
- ПАТ «Севастопольгаз»
- ПАТ «Дніпропетровськгаз»
- ПАТ «Запоріжгаз»
- ПАТ «Луганськгаз»
- ПАТ «Вінницягаз»
- ПАТ «Чернівцігаз»
- ПАТ «Волиньгаз»
- ПАТ «Житомиргаз»
- ПАТ «Тисменицягаз»
- ПАТ «Сумигаз»
- ПАТ «Кримгаз»
- ПАТ «Хмельницькгаз»